# 横浜市立大学の人物一覧
横浜市立大学の人物一覧（よこはましりつだいがくのじんぶついちらん）は、横浜市立大学に関係する人物の一覧記事。

## 出身者

### 政界
- 米田建三 - 元衆議院議員（自由民主党）、元内閣府副大臣、安全保障アナリスト
- 岩瀬良三 - 元参議院議員（自由民主党）、元佐原市長
- 勝又武一 - 元参議院議員（日本社会党）
- 三浦隆 - 元衆議院議員（民社党）、桐蔭横浜大学名誉教授
- 森博幸 - 鹿児島市長、元九州市長会副会長
- 江口英雄 - 元山梨県上野原市長
- 水野文也 - 元千葉県議会議員（維新の党）、行政書士
- 水谷尚 - 元愛知県津島市長
- 三木由希子 - 市民活動家、情報公開クリアリングハウス理事長

### 経済界
- 秋谷浄恵 - 元日清オイリオグループ社長、会長、特別相談役、元日本植物油協会会長
- 浅川和彦 - 元AIJ投資顧問社長
- 安藤仁 - 日本トランスシティ社長、中部経済連合会副会長
- 石川雄三 - ジュピターテレコム社長、元会長、電気通信事業者協会副会長
- 伊藤雅俊 - セブン&アイ・ホールディングス創業者・名誉会長、イトーヨーカ堂創業者、セブン-イレブン・ジャパン創業者、デニーズジャパン創業者
- 今村隆郎 - 元日清オイリオグループ社長、元日本植物油協会会長
- 浦野光人 - 元ニチレイ社長、元経済同友会副代表幹事、日本経営協会会長、元日本冷凍食品協会会長
- 江本勝 - 元I.H.M.代表取締役、『水からの伝言』の著者
- 太田孝 - 元近畿日本ツーリスト（現KNT-CTホールディングス）社長
- 大久保千行 - 浜銀総合研究所会長兼社長、元横浜銀行副頭取、横浜商工会議所副会頭
- 大堀隆 - 元横浜ベイスターズ球団社長
- 奥田楯彦 - 元西日本高速道路社長、元国土計画協会理事長、元道路厚生会理事長
- 加藤貞顕 - note創業者・CEO
- 要宏輝 - 元日本労働組合総連合会大阪副会長
- 川俣幸宏 - 京浜急行電鉄社長
- 木内政雄 - 元西友社長、元良品計画社長、元サニー社長、元エス・エス・ブイ社長
- 木本茂 - 元髙島屋社長、元日本百貨店協会副会長
- 熊谷史人 - 元ライブドア代表取締役
- 栗栖利蔵 - ヤマト運輸社長
- 畔柳昇 - 元名古屋証券取引所社長、元中部電力副社長、元原子力委員会専門委員
- 崎村忠士 - 元シナネンホールディングス社長、全国LPガス協会副会長
- 佐藤勝彦 - 元フォード・ジャパン社長兼CEO
- 清水成信 - 国際原子力開発社長、中部電力副社長、電気事業連合会副会長
- 末安堅二 - 元中京銀行頭取、元学校法人名古屋学院大学理事長
- 鈴木忠治 - 味の素社長
- 多賀英典 - キティレコード創業者
- 田中俊一 - コスモ石油社長、石油連盟副会長
- 田中毅 - 元富士重工業社長、会長、相談役
- 朱鷺田祐介 - スザク・ゲームズ代表
- 成松義文 - 元ファンケル社長
- 永野芳宣 - 元政策科学研究所所長、元東京電力監査役、元日本エネルギー経済研究所研究顧問
- 馬場彰 - 元オンワード樫山社長、会長
- 久田宗弘 - DCMホールディングス社長
- 大隈郁仁 - 東急不動産ホールディングス社長、不動産協会副理事長
- 中込賢次 - 元T&Dホールディングス社長、元太陽生命保険社長
- 幡掛大輔 - 元クボタ社長、日本農業機械工業会会長
- 三井高泰 - 三井物産社長、東芝会長
- 山﨑正毅 - シナネンホールディングス社長、元ヴァーレ日本法人副社長、元エレクトロニック・アーツ日本法人CFO
- 山下幸男 - 元カマタマーレ讃岐社長

### 官界
- 矢部丈太郎 - 元公正取引委員会事務総長、元大阪大学大学院法学研究科教授、元公正取引協会副会長、第一三共取締役
- 坂場三男 - 駐ベルギー特命全権大使、元外務省中南米局長、元外務報道官
- 新井勉 - 元駐カメルーン特命全権大使、元外務省国際法局法律顧問官、旧ソ連非核化協力技術事務局事務局長
- 森本康敬 - 駐ソロモン諸島特命全権大使、元釜山総領事
- 石田仁宏 - 元駐アルゼンチン特命全権大使、元駐ペルー特命全権大使、元外務省大臣官房参事官
- 福田米蔵 - 元駐ジンバブエ特命全権大使、元外務省大臣官房儀典調整官

### 医療医学界
- 天野直二 - 精神科医、元信州大学理事・副学長、岡谷市民病院院長
- 石井健 - 免疫学者、東京大学医科学研究所教授、東京大学新世代感染症センター副センター長
- 伊東蘆一 - 生理学者、国立健康・栄養研究所部長
- 大野京子 - 眼科学者、東京医科歯科大学医学部教授、日本近視学会理事長
- 奥田研爾 - 免疫学者、横浜市立大学名誉教授
- 小川原辰雄 - 内科医、信州昆虫資料館館長、紺綬褒章、青木村名誉村民
- 柏崎良子 - 内科医
- 河西千秋 - 精神科医、札幌医科大学医学部教授、日本自殺予防学会常務
- 岸由二 - 進化生態学者、慶應義塾大学名誉教授
- 武部貴則 - 再生医学者、大阪大学大学院医学系研究科教授、東京医科歯科大学大学院医歯学総合研究科教授、横浜市立大学先端医科学研究センター特別教授
- 丁宗鐵 - 漢方医、日本薬科大学学長
- 須田年生 - 血液内科医、医学者、シンガポール国立大学教授、慶應義塾大学名誉教授
- 中内啓光 - 医学者、スタンフォード大学医学部教授、東京大学名誉教授、ベルツ賞
- 西丸與一 - 法医学者、作家、横浜市立大学名誉教授
- 野末悦子 - 産婦人科医、川崎協同病院副院長
- 松本俊彦 - 精神科医、国立精神・神経医療研究センター精神保健研究所薬物依存研究部長
- 森村尚登 - 救急医学者、帝京大学医学部救急医学教授、帝京大学医学部附属病院救急科長

### 経済学・人文学・社会科学界他
- 青柳文司 - 会計学者、横浜市立大学名誉教授
- 伊藤嘉博 - 会計学者、早稲田大学商学学術院教授
- 岩﨑邦彦 - 商学者、静岡県立大学教授、商工総合研究所中小企業研究奨励賞
- 上田亮子 - 経営学者、SBI大学院大学教授、京都大学客員教授、金融庁公認会計士・監査審査会委員、平田機工取締役
- 国広陽子 - 社会学者、武蔵大学名誉教授
- 奥山文幸 - 国文学者、熊本学園大学教授、宮沢賢治賞奨励賞
- 小山田英治 - 政治学者、同志社大学教授、元国連東ティモール・ミッション事務総長特別副代表補佐官、日本国際開発学会特別賞
- 桑原真人 - 歴史学者、札幌大学・札幌大学女子短期大学部学長
- 小竹澄栄 - ドイツ文学者、元東京都立大学人文学部教授
- 小馬徹 - 文化人類学者、神奈川大学教授、毎日出版文化賞
- 川名孝一 - 造園家、元カリフォルニア大学ロサンゼルス校教授、造園家・作庭家・ランドスケープアーキテクト
- 佐々木滋子 - フランス文学者、一橋大学名誉教授
- 佐藤公彦 - 歴史学者、東京外国語大学名誉教授
- 篠田知和基 - フランス文学者、名古屋大学名誉教授。フランス政府から教育功労章（シュヴァリエ級）受章（1997年）。
- 島田修三 - 国文学者、歌人、愛知淑徳大学学長、迢空賞、若山牧水賞、山本健吉文学賞、寺山修司短歌賞
- 末近浩太 - 中東政治学者、立命館大学国際関係学部教授
- 高木勇夫 - 地理学者、慶應義塾大学名誉教授、元常磐大学学長
- 武田尚子 - 社会学者、早稲田大学人間科学学術院教授
- 竹本洋 - 経済学者、関西学院大学名誉教授、元経済学史学会代表幹事、日本学士院賞
- 永野則雄 - 会計学者、法政大学名誉教授
- 早川洋行 - 社会学者、滋賀大学名誉教授、日本社会学理論学会会長
- 林正美 - 昆虫学者、埼玉大学名誉教授
- 挽文子 - 会計学者、一橋大学大学院経営管理研究科教授、検査官、日本原価計算研究学会会長、日本会計研究学会学会賞
- 福島義久 - 経済学者、慶應義塾大学商学部教授
- 淵田仁 - 哲学者、城西大学助教、渋沢・クローデル賞奨励賞
- 保坂直達 - 経済学者、兵庫県立大学名誉教授、元流通科学大学学長
- 松井啓之 - 経済学者、京都大学大学院経済学研究科教授
- 村本孜 - 経済学者、成城大学名誉教授、金融庁参与、元中小企業基盤整備機構副理事長
- 山崎泰彦 - 経済学者、元上智大学文学部教授、元日本年金学会代表幹事、元厚生労働省社会保障審議会会長代理
- 山口孝男 - 数学者、京都大学大学院理学研究科教授、元九州大学大学院数理学研究科教授、筑波大学名誉教授
- 吉田俊純 - 日本史学者、筑波学院大学教授
- 西堀昭 - 日仏交流研究者、横浜国立大学名誉教授（国際開発研究科博士課程後期教授）。フランス政府から教育功労章シュヴァリエ級（1984年）、オフィシエ級（1998年）、コマンドゥール級（2017年5月）受章。

### 文筆界
- 阿尾正子 - 翻訳家
- 麻倉怜士 - 評論家
- 荒井保男 - 随筆家、医師
- 荒木信子 - 翻訳家
- 石田雅彦 - サイエンスライター
- 荻野目悠樹 - 小説家
- 黒井文太郎 - 軍事ジャーナリスト
- 小林公夫 - 作家、明治大学法科大学院教育補助講師
- 今野寿美 - 歌人
- 斉木香津 - 作家
- 酒匂真理子 - 翻訳家
- 関野吉晴 - 医師・探検家、グレートジャーニー、武蔵野美術大学教授
- 新戸雅章 - 作家
- 廿楽順治 - 詩人
- 永田洋光 - スポーツライター
- 馳星周 - 小説家
- 廣嶋玲子 - 小説家
- 松崎鉄之介 - 俳人
- 三田英彬 - ノンフィクションライター
- 米本和広 - ジャーナリスト

### マスコミ界・芸能界
- 秋田建三 - NHKアナウンサー
- 亜門虹彦 - 心理アナリスト
- 今岡信治 - 映画監督
- 岩田明子 - モデル、タレント
- 岩本和子 - モデル、タレント
- MC内郷丸 - ヒップホップMC、ラッパー
- エリックまたひら - タレント
- オオゼキタク - 歌手
- 緒方太郎 - 福島中央テレビアナウンサー
- 一色日和 - ベーシスト（中退）
- 川合秀実 - プログラマ、OSASK計画代表
- 川村優希 - タレント医師
- 九龍ジョー - ライター・編集者
- 小林幸明 - ラジオ日本アナウンサー
- ジンカーズ - お笑いコンビ
- 高野萌 - フリーアナウンサー
- 田中千尋 - 山梨放送アナウンサー
- 田辺一邑 - 講談師
- 長浜純 - ニッポン放送プロデューサー
- 野瀬正夫 - フリーアナウンサー、　元NHKアナウンサー
- 熱田敏弘 - 関西テレビ放送元アナウンサー
- 平井堅 - 歌手
- 星野涼子 - タレント
- 堀靖英 - 岡山放送アナウンサー
- マザー・テラサワ - ピン芸人
- 松井みどり - フジテレビ元アナウンサー
- 松永友幸 - テレビ長崎元アナウンサー
- 宮武紗里 - 東海テレビアナウンサー
- 森結有花 - 北海道放送アナウンサー
- 横浜聡子 - 映画監督
- 吉俣良 - 作曲家
- 前田壮太 - 漫才師、カラタチ

### スポーツ
- 坂詰真二 - スポーツトレーナー、文筆家
- 三吉央起 - 元独立リーグ野球選手